# Alfonso de la Cueva-Benavides y Mendoza-Carrillo
Alfonso de la Cueva-Benavides y Mendoza-Carrillo (ur. 25 lipca 1574 w Bedmar y Garcíez, zm. 10 sierpnia 1655 w Maladze) – hiszpański kardynał.

## Życiorys
Urodził się 25 lipca 1574 w Bedmar y Garcíez, jako syn Luisa de Cuevy Benavidesa i Elviry de Mendoza-Carrillo y Cárdenas. W młodości wybrał karierę wojskową i został głównodowodzącym na Wyspach Kanaryjskich. W latach 1606–1614 był ambasadorem Hiszpanii w Republice Weneckiej, a gdy uzyskał nominację kardynalską został też protonotariuszem apostolskim. 5 września 1622 został kreowany kardynałem diakonem i otrzymał diakonię Santi Silvestro e Martino ai Monti. W okresie 1635–1636 pełnił funkcję kamerlinga Kolegium Kardynałów. 9 lipca 1635 został podniesiony do rangi kardynała prezbitera i otrzymał kościół tytularny Santa Balbina. 17 października 1644 został podniesiony do rangi kardynała biskupa i otrzymał diecezję suburbikarną Palestrina, a sześć dni później przyjął sakrę. W 1648 został biskupem Malagi, jednak dopiero po trzech latach objął diecezję. Zmarł 10 sierpnia 1655 w Maladze.